# Estandardització
L'estandardització o normalització és el procés d'elaboració, aplicació i millora d'un estàndard, normalment aquest procés es reflecteix en la redacció i aprovació d'unes normes defineixen els paràmetres i les característiques aplicables a les activitats científiques, industrials i econòmiques, i als productes, béns i serveis que se'n deriven.
La meta de l'estandardització és organitzar i millorar les activitats sobre les quals s'aplica, de manera que, per exemple, es pugui garantir el correcte acoblament d'elements construïts independentment, i assegurar que aquests es puguin reposar en cas que sigui necessari, que siguin fabricats amb qualitat i amb la correcta seguretat pel seu funcionament.
Els estàndards que en resulten d'un procés d'estandardització poden ser obligatoris o voluntaris i poden comportar un mètode formal de verificació.

## Objectius
L'estandardització es basa principalment en tres objectius:
- Simplificació: Consisteix a reduir els models deixant només amb els imprescindibles.
- Unificació: Per a permetre l'intercanvi a nivell internacional.
- Especificació: S'intenten evitar errors d'identificació, tot creant un codi clar i precís.

## Història

### Exemples antics

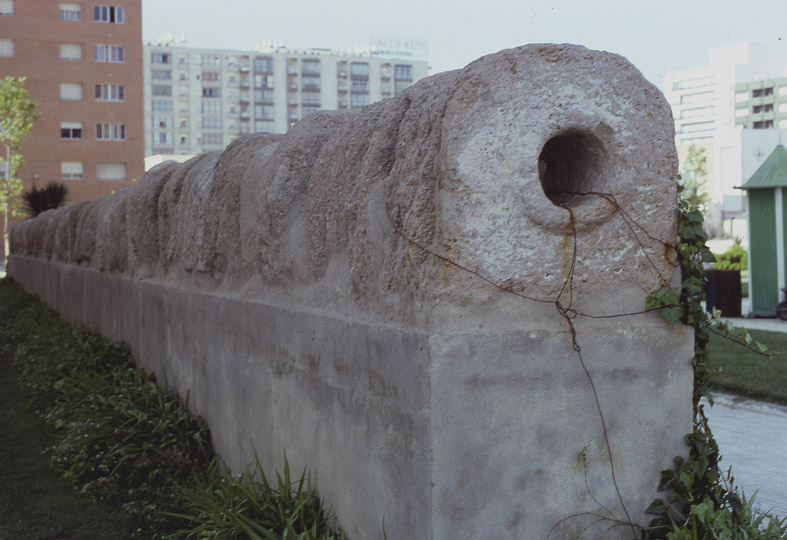
Tram de l'aqüeducte de Gades (actual Cadis, Espanya). Moltes ciutats del món antic utilitzaven canonades de fusta, ceràmica o pedra que es fabricaven en trams de secció normalitzada segons el cabal desitjat.

Els pesos i mesures estàndard van ser desenvolupats per la civilització de la vall de l'Indus. El sistema centralitzat de pesos i mesures servia als interessos comercials dels mercaders de l'Indus, ja que les mesures de pes més petites s'utilitzaven per mesurar articles de luxe, mentre que els pesos més grans s'empraven per comprar articles més voluminosos, com ara grans alimentaris, etc. Els pesos existien en múltiples d'un pes estàndard i categories. La normalització va permetre que els dispositius de mesura s'utilitzessin eficaçment a  mesurament angular i mesurament per a la construcció. Les unitats uniformes de longitud es van utilitzar en la planificació de ciutats com Lothal, Surkotada, Kalibangan, Dolavira, Harappa i Mohenjo-daro. Les peses i mesures de la civilització de l'Indus també van arribar a Pèrsia i Àsia Central, on es van modificar encara més. Shigeo Iwata descriu les peses excavades desenterrades de la civilització de l'Indus:

### Intents delseglexviii

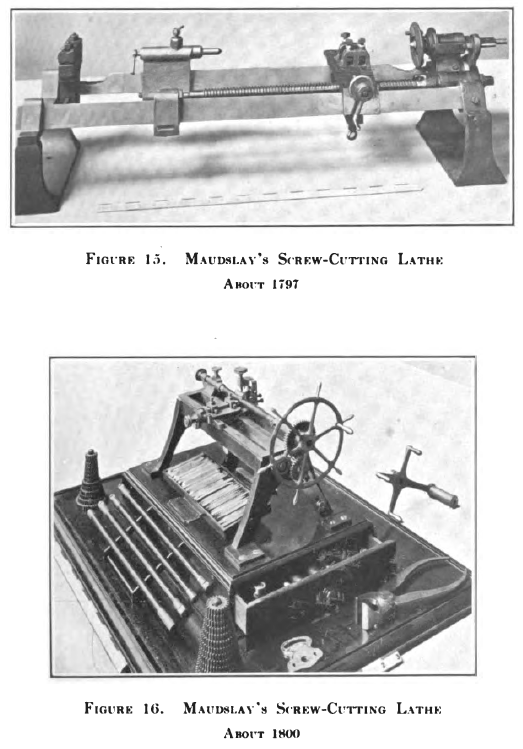
Els famosos primers torns de roscar de Henry Maudslay de cap a 1797 i 1800.

L'aplicació de normes en la indústria i el comerç va adquirir gran importància amb l'inici de la Revolució Industrial i la necessitat de màquines eina d'alta precisió i peces intercanviables.
Henry Maudslay va desenvolupar el primer  torn de roscar industrialment pràctic en 1800. Això va permetre la normalització de les mides de  rosca de cargol per primera vegada i va aplanar el camí per a l'aplicació pràctica d'intercanviabilitat (una idea que ja s'estava refermant) a rosques i perns.
Abans d'això, les rosques dels cargols es feien normalment per estellat i llimat (és a dir, amb l'hàbil ús a mà alçada de cisells i llimes). Els cargols metàl·lics, quan es fabricaven, solien utilitzar-se en fusta. Aquests cargols que passaven a través d'una carcassa de fusta fins a una fixació metàl·lica a l'altra banda, solien fixar-se de formes no roscades (com reblat o recalcat contra una volandera). Maudslay va estandarditzar les rosques dels cargols utilitzats al seu taller i va fabricar jocs de mascles i matrius que fabricaven femelles i cargols d'acord amb aquestes normes, de manera que qualsevol cargol de la mida adequada encaixava en qualsevol femella de la mateixa mida. Això va suposar un gran avenç en la tecnologia dels tallers.

### Normes nacionals
El treball de Maudslay, així com les contribucions d'altres enginyers, van aconseguir una modesta estandardització de la indústria; les normes internes d'algunes empreses es van estendre una mica dins dels sectors.

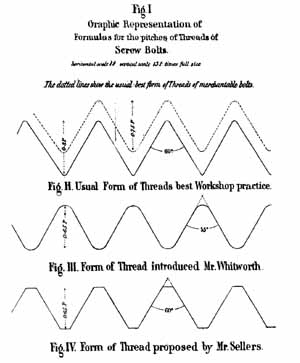
Representació gràfica de fórmules de pas de rosques de cargols

Les mesures de les rosques de cargol de Joseph Whitworth van ser adoptades com el primer estàndard nacional (no oficial) per empreses de tot el país el 1841. Va arribar a conèixer-se com  British Standard Whitworth, i va ser àmpliament adoptat en altres països.
| 
Aquesta nova norma especificava un angle de rosca de 55° i una profunditat de rosca de 0,640327p i un radi de 0,137329p, on p és el pas. El pas de rosca augmenta amb el diàmetre en passos especificats en una taula. Un exemple de l'ús de la rosca Whitworth són les canoneres de la Royal Navy a la Guerra de Crimea. Van ser el primer exemple d'aplicació de tècniques de “producció en sèrie” a l'enginyeria naval.
Amb l'adopció de la BSW per part de les línies ferroviàries britàniques, moltes de les quals havien utilitzat anteriorment la seva pròpia norma tant per a les rosques com per als perfils dels caps dels cargols i les femelles, i la millora de les tècniques de fabricació , va arribar a dominar la fabricació britànica.
L'American Unified Coarse es va basar originalment en gairebé les mateixes fraccions imperials. L'angle de la rosca unificada és de 60° i té crestes aplanades (les crestes Whitworth són arrodonides). El pas de rosca és el mateix en tots dos sistemes, excepte que el pas de rosca per al pern 1⁄2 in. (polzades) és de 12 rosques per polzada (tpi) al BSW davant de 13 tpi a l'UNC.

### Organisme nacional de normalització
A la fi del segle xix, les diferències de normes entre les empreses dificultaven i tensaven cada cop més el comerç. Per exemple, un comerciant de ferro i acer va deixar constància del seu descontent a The Times: "Els arquitectes i enginyers solen especificar tipus tan innecessàriament diversos de material seccional o de treball determinat que resulta impossible qualsevol cosa semblant a una fabricació econòmica i contínua. En aquest país no hi ha dos professionals que es posin d'acord sobre la mida i el pes d'una biga a emprar per a un treball determinat."
El Comitè de Normes d'Enginyeria es va crear a Londres el 1901 com el primer organisme nacional de normalització del món. Posteriorment va ampliar la seva tasca de normalització i es va convertir a la British Engineering Standards Association el 1918, adoptant el nom de British Standards Institution el 1931 després de rebre el seu Royal Charter el 1929. Les normes nacionals es van adoptar universalment a tot el país i van permetre als mercats actuar de forma més racional i eficient, amb un nivell més alt de cooperació.
Després de la Primera Guerra Mundial, es van crear organismes nacionals similars en altres països. En 1917 es va crear a Alemanya el Deutsches Institut für Normung, seguit dels seus homòlegs, l'National Standard Institute nord-americà i la Commission Permanent de Standardisation francesa, tots dos el 1918.

### Organisme regional de normalització
A nivell regional (per exemple, Europa, Amèrica, Àfrica, etc.) o subregional (per exemple, Mercosur, Comunitat Andina, Sud-est Asiàtic, Sud-est d'Àfrica, etc.), hi ha diversos organismes regionals de normalització.
Els tres organismes regionals de normalització d'Europa -o Organismes Europeus de Normalització (OEN)- reconeguts pel Reglament de la UE sobre normalització [Reglament (UE) 1025/2012] són el CEN, el CENELEC i l'ETSI. El CEN elabora normes per a nombrosos tipus de productes, materials, serveis i processos. Alguns sectors coberts pel CEN inclouen equips i serveis de transport, productes químics, construcció, productes de consum, defensa i seguretat, energia, aliments i pinsos, salut i seguretat, sanitat, sector digital, maquinària o serveis. El Comitè Europeu de Normalització Electrotècnica (CENELEC) és l'organisme europeu de normalització que elabora normes a nivell electrotècnic i correspon a la Comissió Electrotècnica Internacional (CEI) a Europa.

## Conseqüències de la manca d'estandardització
L'estandardització, l'existència d'estàndards i recomanacions formals són importants per la societat en general perquè estalvien recursos, estalvien diners i salven vides. Alguns exemples de problemes provocats per no utilitzar els mateixos estàndards:
1. La Mars Climate Orbiter de la NASA es va destruir el 1999 a causa d'un problema de conversió d'unitats entre el Sistema anglosaxó d'unitats, utilitzat pel control de terra, i el Sistema Internacional utilitzat per la nau.
2. La construcció d'un pont sobre el Rin entre la població suïssa de Laufenburg i la homònima del costat alemany el 2003. Els alemanys utilitzaren una altura sobre el nivell de mar referida al Mar del Nord, mentre que els suïssos van fer servir una referència basada en la Mediterrània. La diferència era de 27 cm, però en fer els ajustaments va haver-hi un error en la utilització dels signes i el resultat final fou una diferència de 54 cm. Això va causar un sobrecost molt important.
3. En un pacient, els nivells de glucosa a la sang mesurats amb un aparell fabricat als Estats Units era de 42 mmol∙L-1 (unitat no acceptada pel Sistema Internacional), els metges van assumir que es tractava de 42 mg∙dL-1 (unitat acceptada pel Sistema Internacional), quan en realitat serien 758 758 mg∙dL-1. Les conseqüències foren dràstiques, van diagnosticar hipoglucèmia en comptes d'hiperglucèmia, cosa que gairebé li costa la vida al pacient.